# Sesiella
La Sesiella è un fontanile che scorre delle provincie di Novara e di Vercelli. 
Il suo corso ha occupato un antico paleoalveo del fiume Sesia, nel suo spostamento verso est.

## Percorso
La Sesiella nasce a 120 m s.l.m. da tre polle risorgive nel comune di San Nazzaro Sesia in provincia di Novara.
Riceve le acque dall'ex comprensorio agricolo Cavo Montebello provenienti dall'omonimo cavo, dalla Bolgora Biandrina e dalla roggia Villata.
Entrato quindi in provincia di Vercelli, attraversa il territorio del comune di Borgo Vercelli e devia una parte delle sue acque al Cavo Monaco, che andrà ad irrigare le terre poste immediatamente a sud.
Con andamento meandriforme sfocia nella Sesia in prossimità della città di Vercelli, sotto al ponte della ferrovia Torino-Milano.

## Portata
La portata del fontanile aumenta in estate quando si attivano i canali e le rogge che confluiscono nel corso d'acqua, e diminuisce drasticamente in autunno quando si disattivano gli imbocchi dei canali. La portata media della Sesiella è di 10 m³/s a Borgo Vercelli, e 7 m³/s alla foce (in estate).